# 6329 Hikonejyo
A 6329 Hikonejyo (ideiglenes jelöléssel 1992 EU1) a Naprendszer kisbolygóövében található aszteroida. Atsushi Sugie fedezte fel 1992. március 12-én.